# 基西拉岛
基西拉岛（希臘語：Κύθηρα），是希腊的岛屿，位于伯罗奔尼撒半岛东南端马莱阿斯角外，传统上视为伊奧尼亞群島的七个大岛之一，尽管与群岛的其他岛屿相距遥远。行政上则归属于阿提卡大區岛屿专区的基西拉市镇，虽然与岛屿专区的其他岛屿距离遥远。基西拉市镇还包括南边的安迪基西拉岛。岛屿面积为279.593平方公里，2021年人口数量为3,605人。
基西拉岛附近的基西拉海峡是繁忙而又危险的海上通道，历史上许多船只在此遇风，撞向马莱阿斯角。

## 历史
基西拉岛中世纪时长期被威尼斯占领，1797年又落入法国之手，此后又先后被俄国和土耳其占领。1815年成为英国保护下的伊奥尼亚群岛合众国的一部分。1864年，基西拉岛成为希腊领土。

## 當地景觀

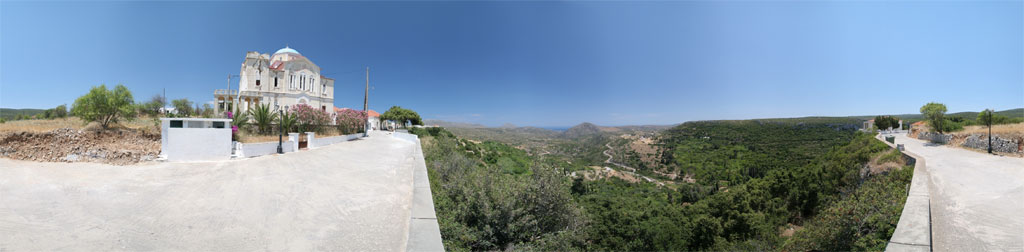
島上景色
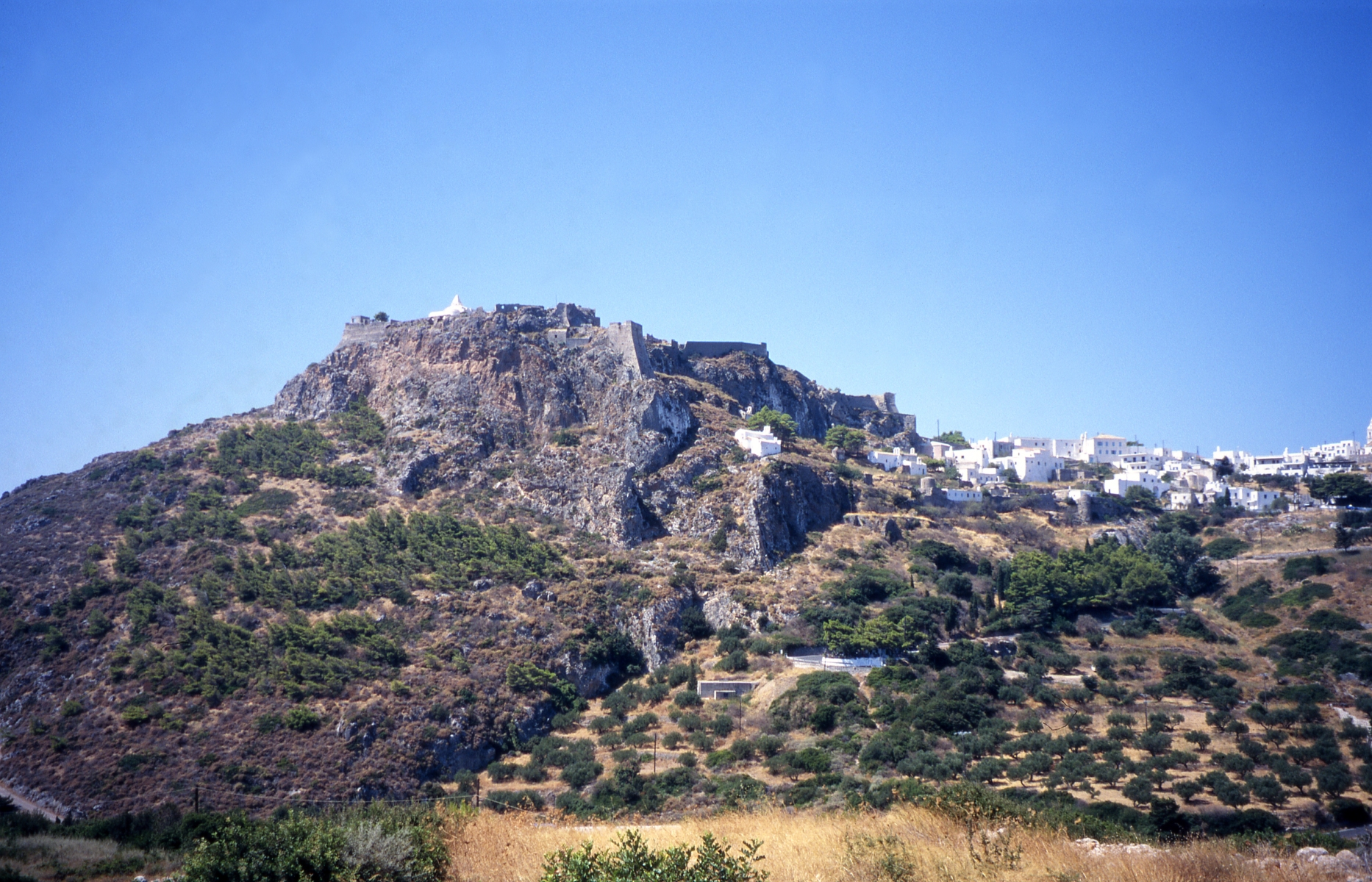
島上城堡
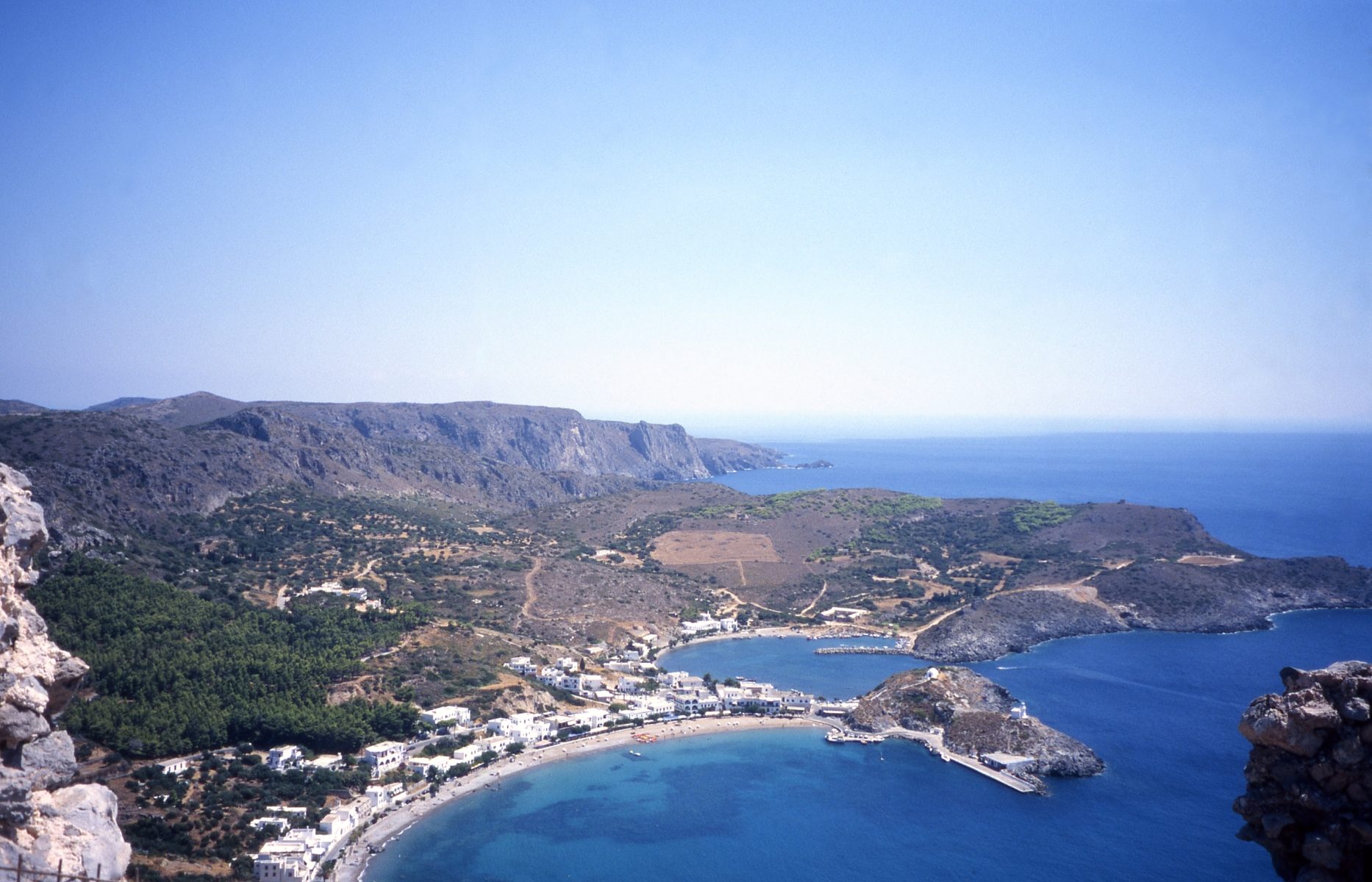
灣岬
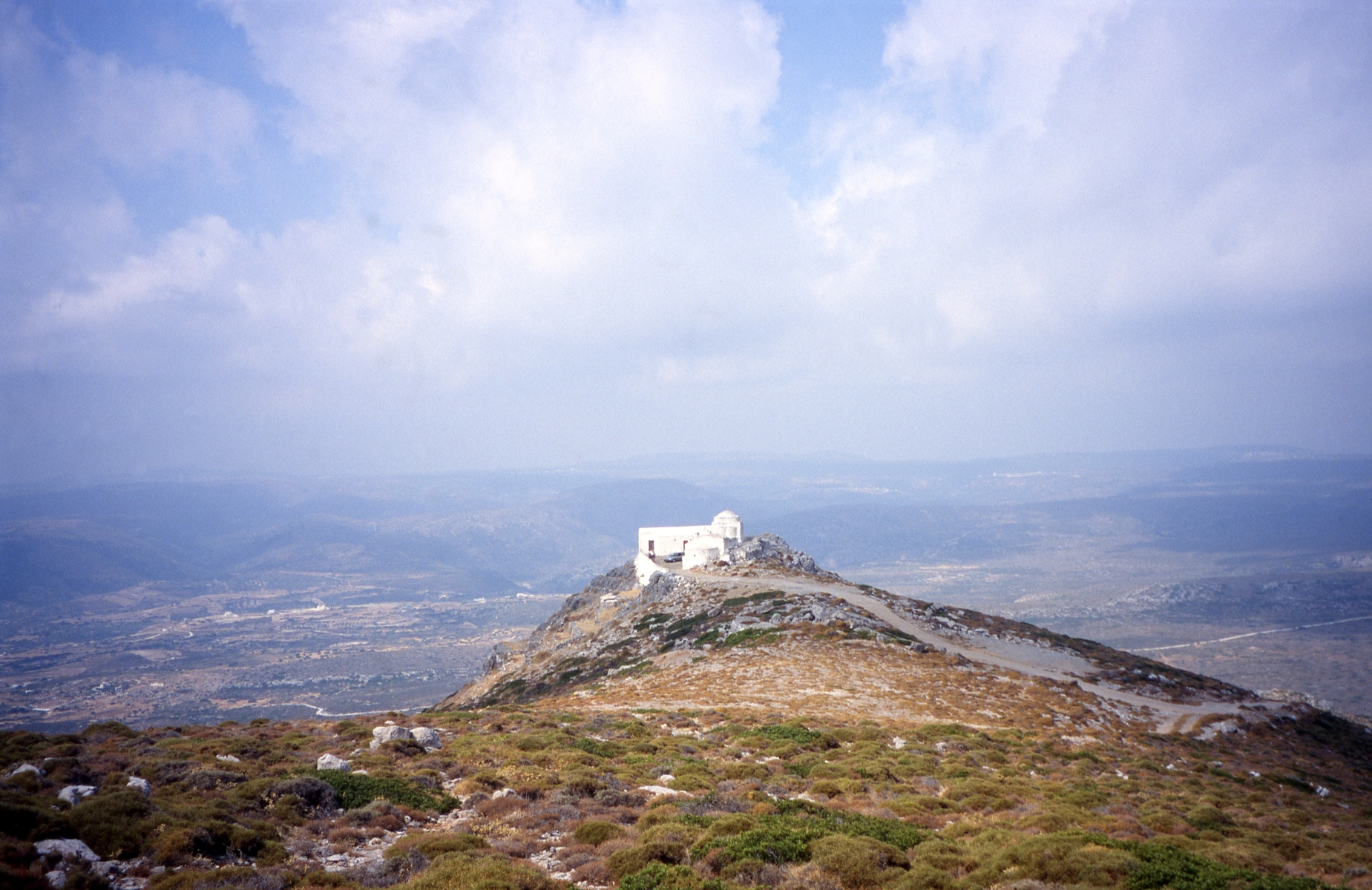
聖喬治教堂
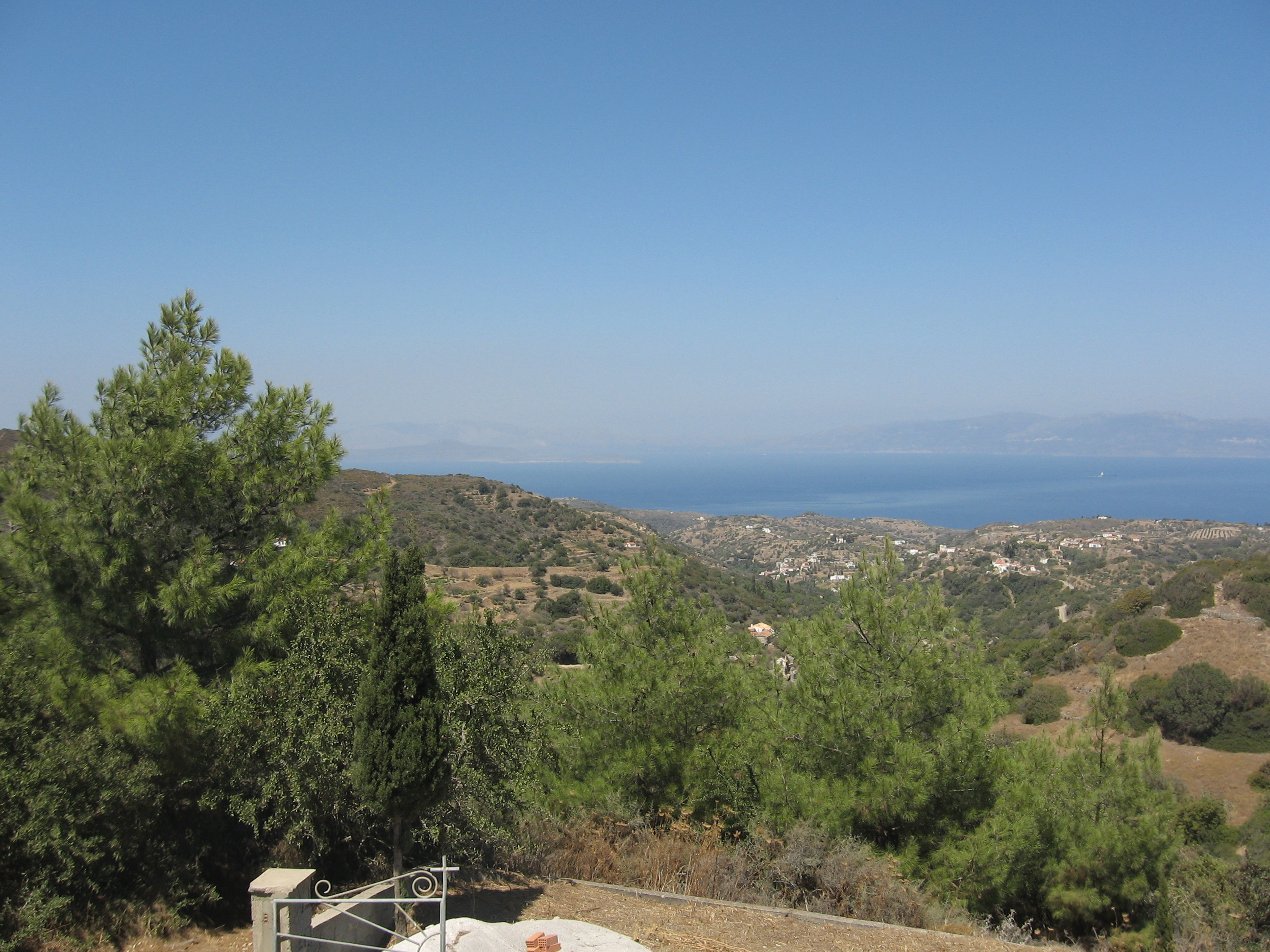
基西拉海峽
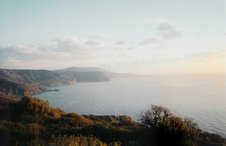
島西岸
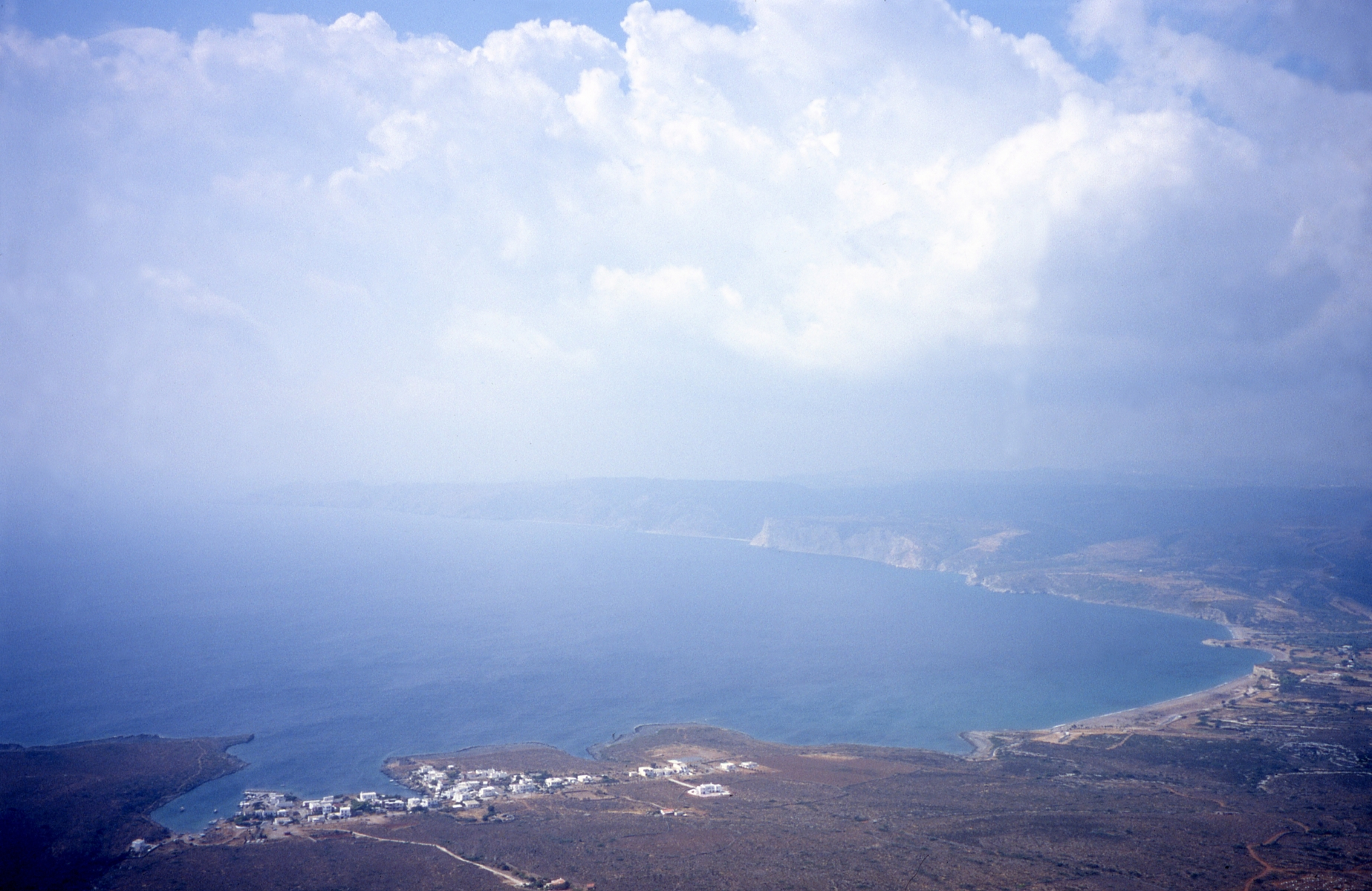
東南岸
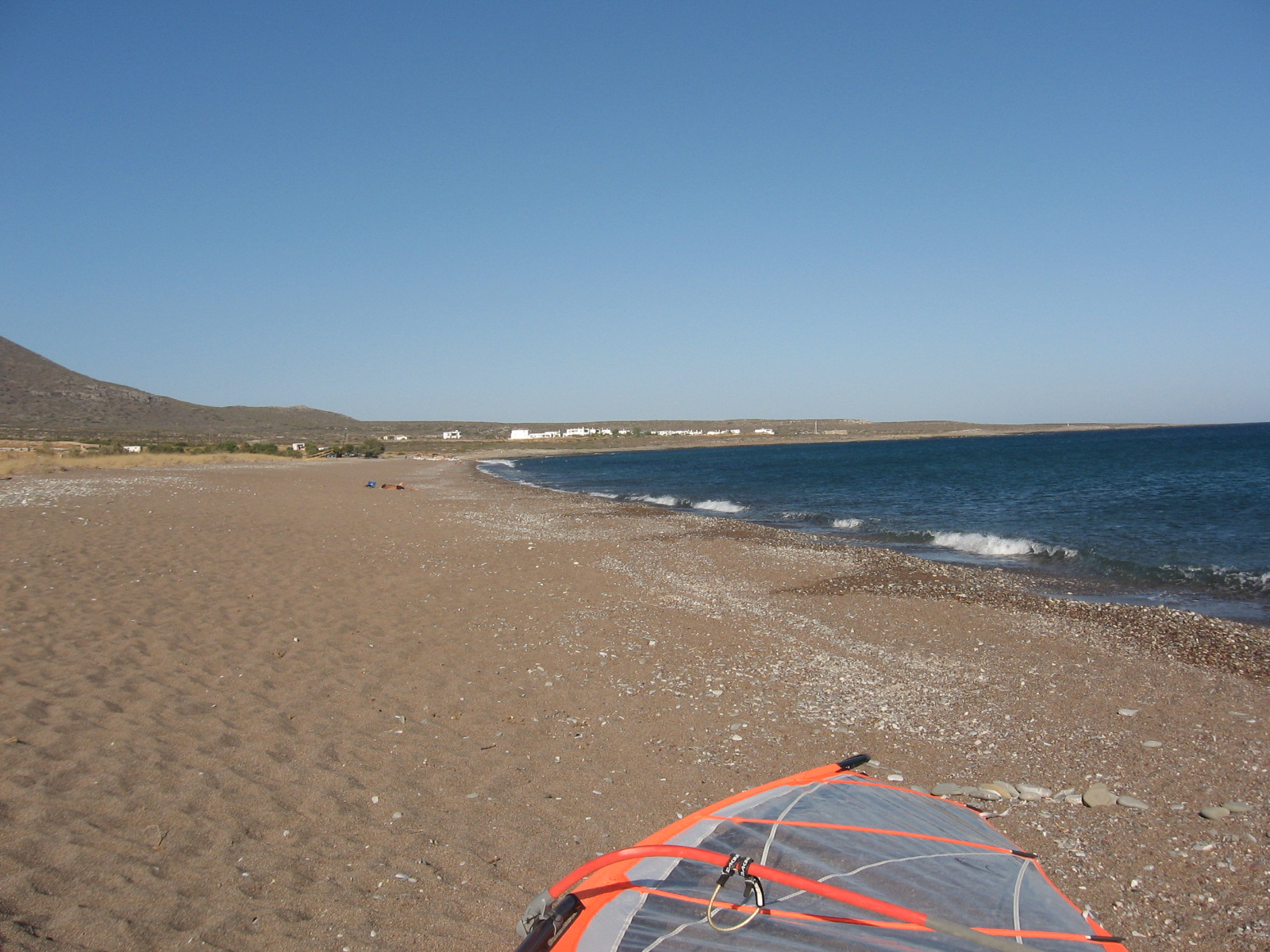
一望無際的海灘
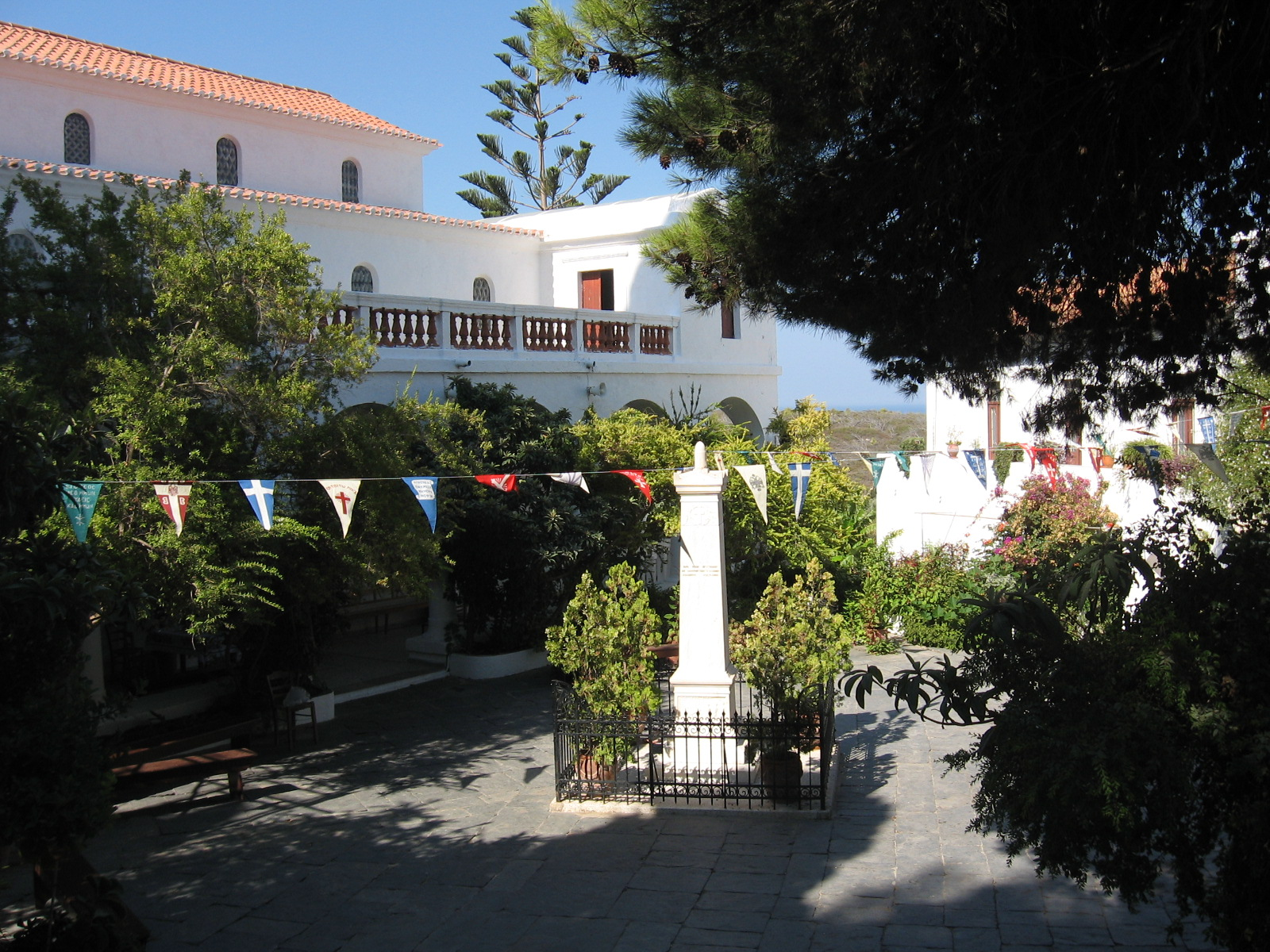
修道院
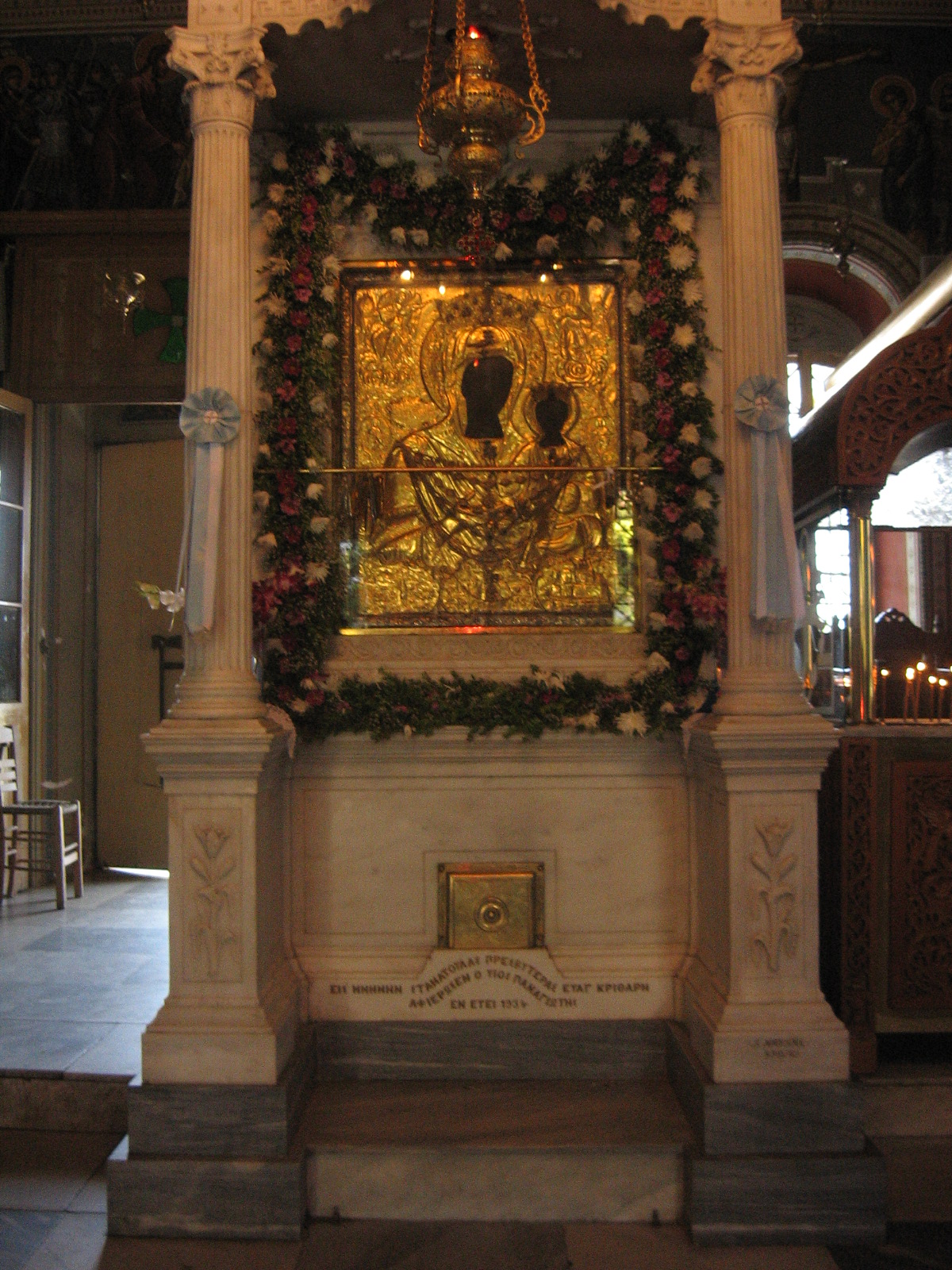
修道院內的聖像
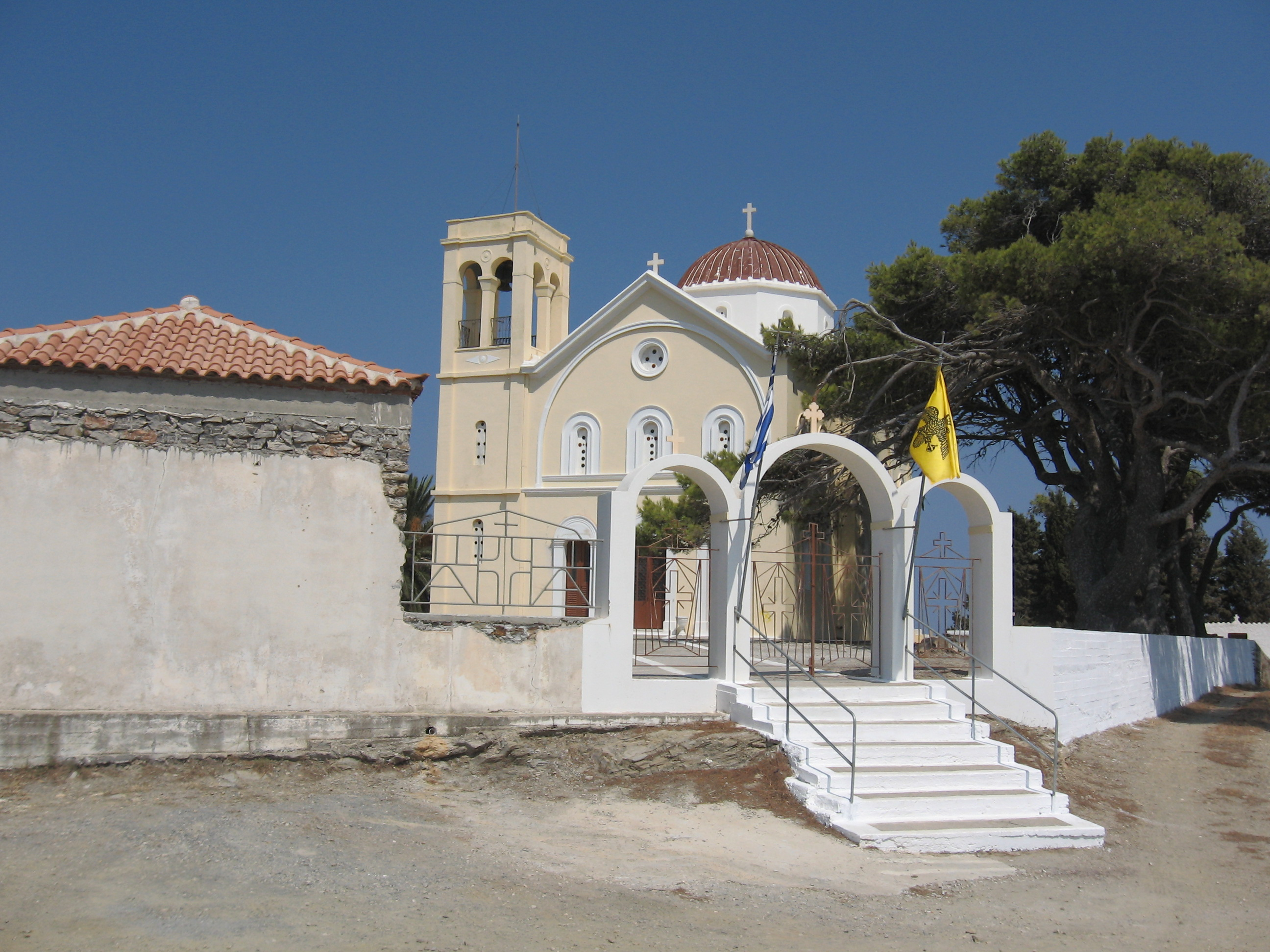
另一所教堂
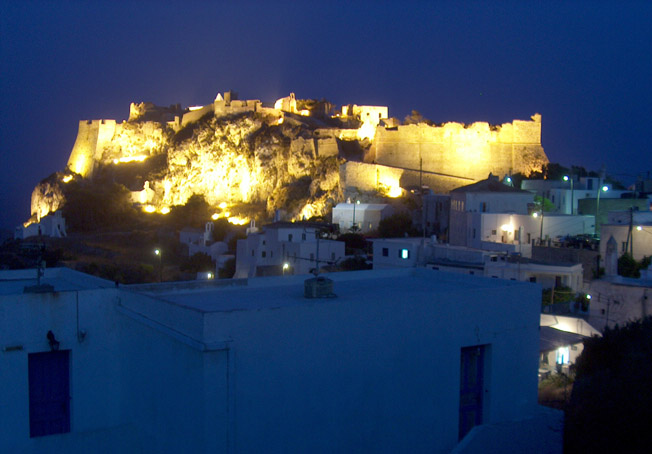
基西拉的城堡晚照
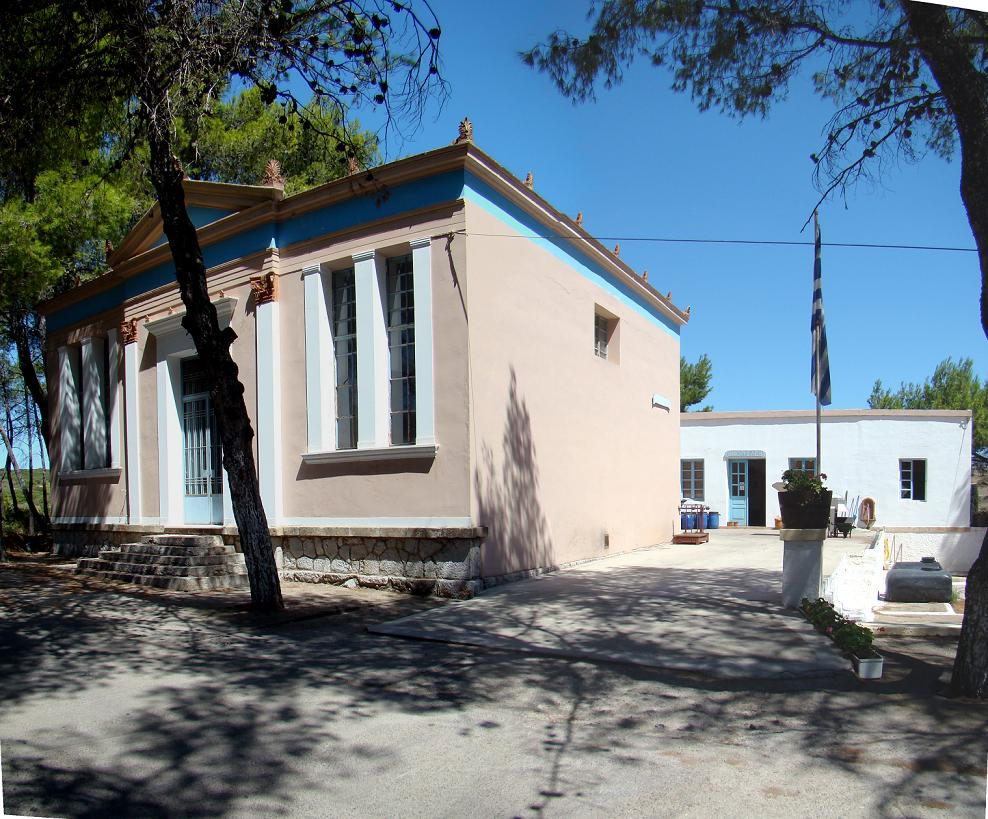
有著新古典風格的釀酒廠
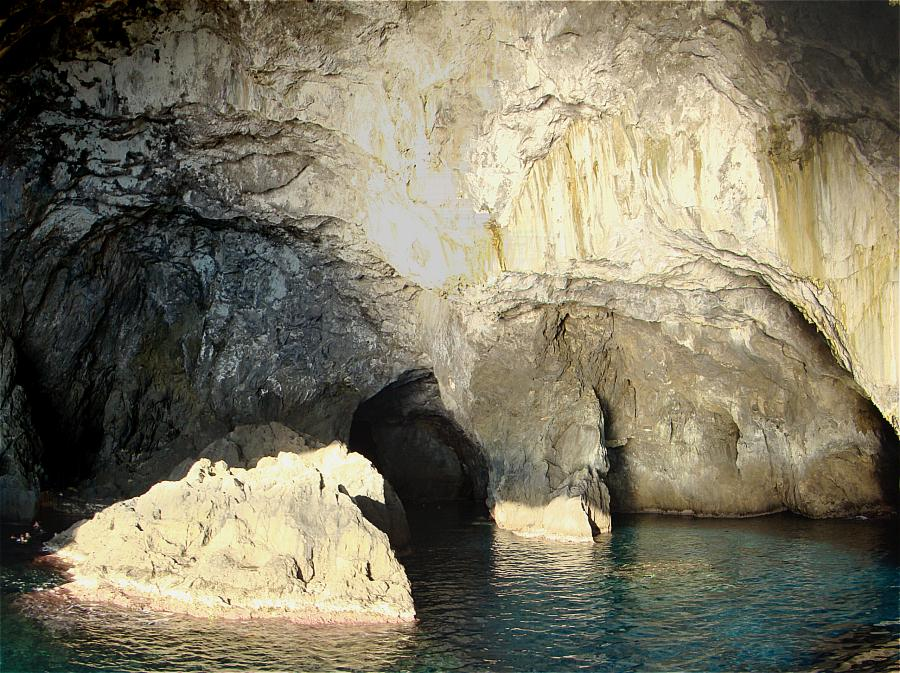
海蝕洞